# Hamadryas daphnicia
Hamadryas daphnicia är en fjärilsart som beskrevs av Hans Fruhstorfer 1916. Hamadryas daphnicia ingår i släktet Hamadryas och familjen praktfjärilar. Inga underarter finns listade i Catalogue of Life.